# Swjatoslaw Mychajljuk
Swjatoslaw „Svi“ Mychajljuk (ukrainisch Святослав Михайлюк, englische Transkription Sviatoslav Mykhailiuk; * 10. Juni 1997 in Tscherkassy, Ukraine) ist ein ukrainischer Basketballspieler, der derzeit bei den Utah Jazz in der NBA unter Vertrag steht.
Bis 2018 spielte er für die Jayhawks, die Mannschaft der University of Kansas, in der NCAA Division I. In der NBA-Draft 2018 wurde er an 47. Stelle von den Los Angeles Lakers ausgewählt.

## Karriere
Mychajljuks Karriere begann bei BK Tscherkasski Mawpy in der Ukraine. Im Mai 2014 gab er bekannt, künftig für die University of Kansas in den Vereinigten Staaten spielen zu wollen. Ihm wurde nachgesagt, zusammen mit Dario Šarić als eines der größten europäischen Basketballtalente seit Langem zu gelten. Mychajljuk durfte sich aufgrund der Altersbeschränkung der nordamerikanischen NBA nicht vor dem Jahr 2016 zum NBA-Draft anmelden. 
Er blieb vier Jahre in Kansas, meldete sich nach seinem Abschluss zum Draft an und wurde von den Los Angeles Lakers in der zweiten Runde ausgewählt. Anfang Februar 2019 wurde er im Tausch für Reggie Bullock zu den Detroit Pistons transferiert.
Es folgten mehrere kürzere Vertragszeiten bei NBA-Mannschaften. Bei den Charlotte Hornets erreichte er in der Hauptrunde des Spieljahres 2022/23 mit 10,6 Punkten je Begegnung seinen bislang besten Wert in der NBA. Ende August 2023 wurde der Ukrainer von den Boston Celtics verpflichtet. Mit den Celtics gewann Mychajljuk 2024 die NBA-Meisterschaft.
Im August 2024 unterschrieb Mychajljuk einen Vertrag bei den Utah Jazz.

## Nationalmannschaft
Im Sommer 2012 spielte er mit der ukrainischen U16-Nationalmannschaft bei der U16-Europameisterschaft. Er wurde ins All-Star-Team berufen, nachdem er ein hervorragendes Turnier gespielt sowie durchschnittlich 25,2 Punkte, 8 Rebounds und 3,4 Assists pro Partie erzielt hatte.
Mychajljuk nahm 2014 mit der Ukraine an der Basketball-Weltmeisterschaft teil. Er kam in vier Spielen auf 1,8 Punkte, 1,2 Rebounds und 0,5 Assists.

## Spielweise
Mychajljuks Spielweise zeichnet sich durch eine Mischung aus Athletik, Geschicklichkeit, Technik und Gespür für das Spiel aus.

## Auszeichnungen
- U16-Europameisterschaft 2013: All-Star-Team

## Karriere-Statistiken

### NBA

#### Hauptrunde
| Saison  | Team                    | GP  | GS | MPG  | FG % | 3P % | FT % | RPG | APG | SPG | BPG | PPG |
| ------- | ----------------------- | --- | -- | ---- | ---- | ---- | ---- | --- | --- | --- | --- | --- |
| 2018–19 | L.A. Lakers / Detroit   | 42  | 0  | 10.5 | .329 | .326 | .600 | 0.9 | 0.9 | 0.3 | 0.0 | 3.2 |
| 2019–20 | Detroit                 | 56  | 27 | 22.6 | .410 | .404 | .814 | 1.9 | 1.9 | 0.7 | 0.1 | 9.0 |
| 2020–21 | Detroit / Oklahoma City | 66  | 14 | 20.1 | .411 | .334 | .760 | 2.5 | 1.7 | 0.8 | 0.2 | 8.5 |
| 2021–22 | Toronto                 | 56  | 5  | 12.8 | .389 | .306 | .865 | 1.6 | 0.8 | 0.5 | 0.1 | 4.6 |
| 2022–23 | New York / Charlotte    | 32  | 8  | 14.6 | .445 | .424 | .667 | 1.7 | 1.7 | 0.5 | 0.1 | 6.9 |
| 2023–24 | Boston                  | 41  | 2  | 10.1 | .416 | .389 | .667 | 1.2 | 0.9 | 0.3 | 0.0 | 4.0 |
| Gesamt  | Gesamt                  | 293 | 56 | 15.8 | .404 | .363 | .760 | 1.7 | 1.3 | 0.5 | 0.1 | 6.3 |

#### Playoffs
| Saison  | Team    | GP | GS | MPG | FG % | 3P % | FT %  | RPG | APG | SPG | BPG | PPG |
| ------- | ------- | -- | -- | --- | ---- | ---- | ----- | --- | --- | --- | --- | --- |
| 2021–22 | Toronto | 3  | 0  | 1.7 | .000 | .000 | 1.000 | 0.3 | 0.0 | 0.0 | 0.0 | 0.3 |
| 2023–24 | Boston  | 8  | 0  | 4.0 | .250 | .222 | —     | 0.6 | 0.1 | 0.1 | 0.0 | 1.0 |
| Gesamt  | Gesamt  | 11 | 0  | 3.4 | .214 | .182 | 1.000 | 0.5 | 0.1 | 0.1 | 0.0 | 0.8 |